# Jakobi Andor
Jakobi Andor (Jakobi Anselm, Nagyvárad, 1876. március 1. – deportáció 1944-ben Budapestről) ügyvéd és publicista.

## Élete
Zsidó családból származott, szülei Jakobi Mór és Leitner Amália. Jogi kiképzését Nagyváradon szerezte meg 1893–1897 között. Hatósági engedéllyel változtatta meg előbb keresztnevét Andorra, majd a családnevét Jacobira. Újságírói tevékenysége után (Nagyváradi Napló), a 20. század elején Budapestre költözött, és ott – Dr. Jacobi Andor nevet használva – ügyvédi irodát nyitott. 1909. június 20-án Budapesten feleségül vette Székács Jolán Sára Etelkát (Dr. Jolande Jacobi), aki később hírneves pszichológus lett. Mint házaspár 1911-ben mindketten a református vallást vették fel. 1919-ben Bécsbe menekült az egész család (2 fiúval). Jacobi Andor viszont visszatért az 1920-as évek elején Budapestre, ahol ügyvédi szolgálatát újra felvette. Az 1920-as és 1930-as évek folyamán jó egy tucat jogi tanulmányt publikált, különösen az internacionális joggal foglalkozott. A zsidók üldözése folyamán, 1944 júliusában az egyik pesti gettóba került. Ott minden nyoma elveszett.